# 3538 Нельсонія
3538 Нельсонія (3538 Nelsonia) — астероїд головного поясу, відкритий 24 вересня 1960 року.
Тіссеранів параметр щодо Юпітера — 3,339.